# Saint-Pardoux-de-Drône
Saint-Pardoux-de-Drône è un comune francese di 218 abitanti situato nel dipartimento della Dordogna nella regione della Nuova Aquitania.

## Società

### Evoluzione demografica
Abitanti censiti